# Aissata Siby
Aissata Mohamed Siby är en malisk taekwondoutövare. 

## Karriär
I juli 2022 tog Siby brons i 46 kg-klassen vid afrikanska mästerskapen i Kigali. I november 2022 tävlade Siby i 46 kg-klassen vid VM i Guadalajara, där hon blev utslagen i 32-delsfinalen av uzbekiska Zukhrakhon Tojimatova.
I juni 2023 tävlade Siby i 46 kg-klassen vid VM i Baku, där hon blev utslagen i 32-delsfinalen av filippinska Veronica Garces.